# 蒙特羅斯 (阿拉巴馬州)
蒙特羅斯（英語：Montrose）是一個位於美國阿拉巴馬州鮑德溫縣的非建制地區。該地的面積和人口皆未知。

## 地理
蒙特羅斯的座標為30°33′54″N 87°53′38″W / 30.565000°N 87.893889°W，而該地最高點為海拔高度31米（即102英尺）。